# Cosmotomidius
Cosmotomidius es un género de escarabajos longicornios de la tribu Acanthoderini.

## Especies
- Cosmotomidius cacaoensis Touroult & al., 2010
- Cosmotomidius crudiaphilus Touroult & al., 2010
- Cosmotomidius egregius (Martins & Galileo, 2007)
- Cosmotomidius elongatus Touroult & al., 2010
- Cosmotomidius morvanae Touroult & al., 2010
- Cosmotomidius nigrisetosus Touroult & al., 2010
- Cosmotomidius setosus (Audinet-Serville, 1835)
- Cosmotomidius vincus Machado & Monné, 2009